# Tirthankara

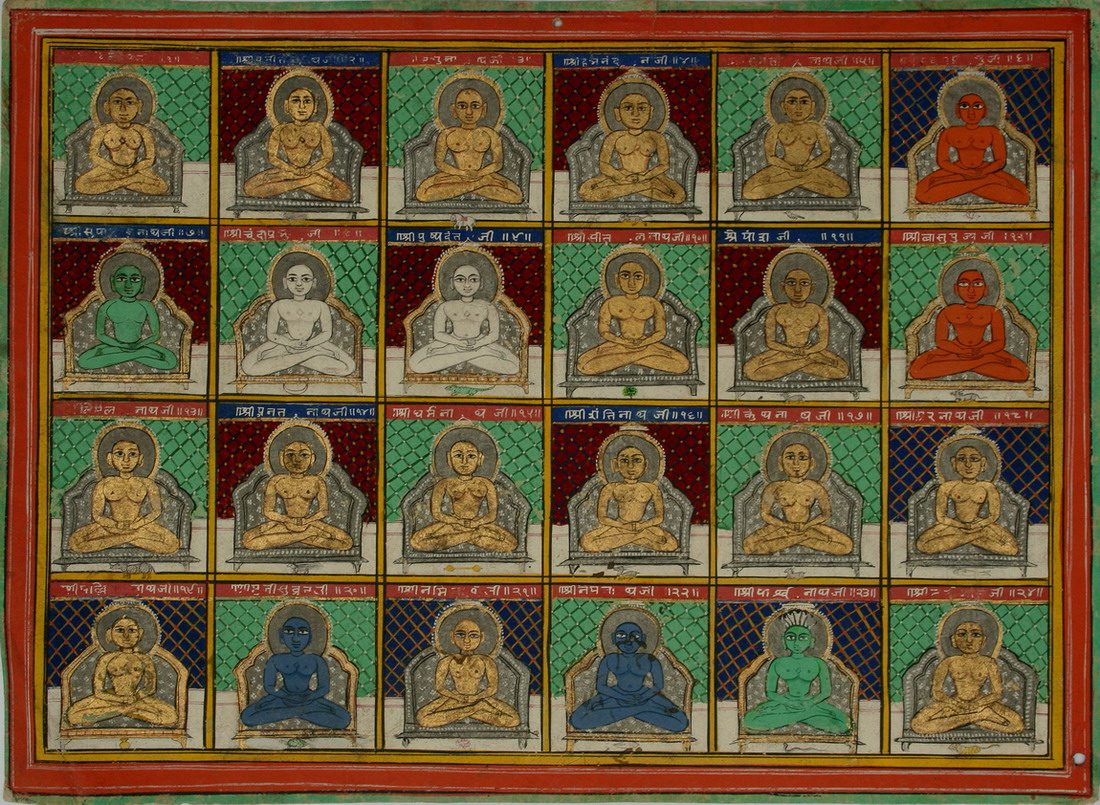
Bức tranh thu nhỏ của 24 Tirthankara trong Kỳ Na giáo, Jaipur, k. 1850

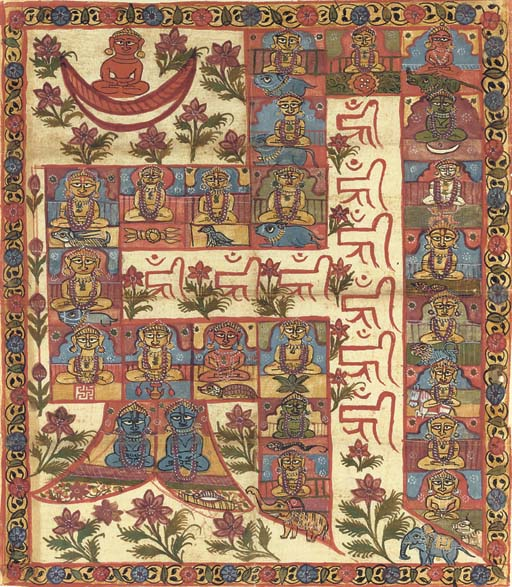
24 Tirthankara tạo thành âm tiết thiền định Mật tông Hrim, vẽ trên vải, Gujarat, khoảng năm 1800

Trong Kỳ Na giáo, tirthankara (tiếng Phạn: tīrthaṅkara; nghĩa là người mở đường) là một vị thầy cứu tinh và tâm linh của pháp (con đường chính nghĩa).  Từ tirthankara có nghĩa là người sáng lập ra một tirtha, là một con đường đi qua biển sinh tử và tử vong vô tận, sasāra. Theo đạo Jaina, một tirthankara là một cá nhân đã chinh phục được sasāra - vòng luân hồi của sự chết và tái sinh, tự mình tạo ra một con đường cho những người khác đi theo. Sau khi hiểu bản chất thực sự của bản thân hoặc linh hồn, Tīrthaṅkara đạt được Kevala Jnana (toàn tri). Tirthankara đầu tiên thành lập ra Kỳ Na giáo. Tirthankara cung cấp một cây cầu cho những người khác đi theo vị thầy mới từ saṃsāra đến moksha (giải thoát). 
Trong vũ trụ học đạo Jaina, bánh xe thời gian được chia thành hai nửa, Utsarpiṇī hoặc chu kỳ thời gian tăng dần và avasarpiṇī, chu kỳ thời gian giảm dần (được gọi là hiện tại). Trong mỗi nửa của chu kỳ thời gian vũ trụ, chính xác hai mươi bốn tirthankara sẽ được tạo ra trong phần này của vũ trụ. Đã có vô số tirthankara trong khoảng thời gian quá khứ. Tirthankara đầu tiên trong chu kỳ thời gian hiện tại này là Rishabhanatha, người được cho là đã xây dựng và tổ chức con người sống trong một xã hội hài hòa. Vị  tirthankara thứ 24 và cuối cùng của nửa chu kỳ hiện tại là Mahavira (599-527 TCN).   Lịch sử ghi lại sự tồn tại của Mahavira và người tiền nhiệm của ông, Parshvanath, tirthankara thứ 23.
Một tirthankara tổ chức tăng đoàn, một bộ bốn tu sĩ nam và nữ, srāvaka (tín đồ nam giới) và rāvikā (tín đồ nữ giới).
Lời dạy của tirthankara hình thành cơ sở cho các kinh sách của Kỳ Na giáo. Kiến thức nội tâm của tirthankara được cho là hoàn hảo và đồng nhất ở mọi khía cạnh và giáo lý của họ không mâu thuẫn với nhau. Tuy nhiên, mức độ công phu thay đổi tùy theo sự tiến bộ về tinh thần và sự thuần khiết của xã hội trong thời kỳ lãnh đạo của họ. Sự tiến bộ về tinh thần và sự thuần khiết trong tâm trí của xã hội càng cao, sự công phu đòi hỏi càng thấp.
Trong khi tirthankara được người theo Kỳ Na giáo ghi lại và tôn kính, ân sủng của họ được cho là có sẵn cho tất cả chúng sinh, bất kể định hướng tôn giáo.
Tirthankaras là các arihant, là người sau khi đạt được kevalajñāna (tinh khiết kiến thức vô hạn)  sẽ giảng Pháp chân chính. Một Arihant cũng được gọi là Jina (người chiến thắng), đó là người đã chinh phục những kẻ thù nội tâm như giận dữ, gắn bó, kiêu hãnh và tham lam. Họ sống độc quyền trong vương quốc linh hồn của họ, và hoàn toàn không có kashaya, đam mê bên trong và ham muốn cá nhân. Kết quả là, họ có siddhi - sức mạnh tâm linh - không giới hạn, thứ mà họ sử dụng riêng cho việc nâng cao tinh thần của chúng sinh. Thông qua darśana, khải tượng siêu phàm và deshna, lời nói thiêng liêng, họ giúp đỡ người khác trong việc đạt được kevalajñana và moksha (giải thoát cuối cùng) cho bất cứ ai chân thành tìm kiếm nó.